# Negyedik keresztes hadjárat
A negyedik keresztes hadjárat 1202 és 1204 között zajlott és III. Ince pápa eredetileg Jeruzsálem visszafoglalására, az egyiptomi Ajjúbida Birodalom ellen hirdette meg. A finanszírozás hiányosságai miatt azonban a keresztesek előbb a Magyar Királyság védelme alatt álló dalmáciai Zára, majd Konstantinápoly ellen fordultak. Fővárosa elfoglalását követően a Bizánci Birodalmat felosztották és létrehozták a rövid életű Latin Császárságot.
1201-ben a keresztes hadjárat vezetői szerződést kötöttek a Velencei Köztársasággal a sereg Szentföldre való átszállítására. A vezetők azonban túlbecsülték a Velencéből kihajózandó katonák számát, mivel sokan más kikötőkből indultak és végül nem tudták kifizetni a kialkudott árat. Enrico Dandolo velencei dózse azt javasolta, hogy az adósságuk fejében segítsék meg őt a lázadó Zára visszafoglalásában. 1202 novemberében megostromolták és kifosztották Zárát; ez volt az első alkalom, hogy a katolikus keresztesek egy katolikus várost fosztottak ki (mindezt III. Ince pápa határozott tilalma és kiátkozással való fenyegetése ellenére).
1203 januárjában a keresztesek vezetői megállapodtak a száműzött Alexiosz Angelosz bizánci herceggel, aki jelentős támogatást ígért a muszlimok ellen, ha visszaszerzik apja, II. Iszaakiosz császári trónját (Iszaakioszt fivére, III. Alexiosz vetette börtönbe és vakíttatta meg). 1203. június 23-án a keresztesek főserege elérte Konstantinápolyt, míg azok akik nem értettek egyet a keresztények megtámadásával továbbhajóztak a Szentföldre.
Rövid ostromot követően III. Alexiosz elmenekült, II. Iszaakioszt visszahelyezték a trónra, fiát, IV. Alexioszt pedig társuralkodóvá koronázták. Alexiosz azonban nem tudta teljesíteni a kereszteseknek tett túlzó ígéreteit és 1204 januárjában megbuktatták, majd meggyilkolták. Utódja, V. Alexiosz sem teljesítette a keresztesek követeléseit, ezért azok ismét ostrom alá vették Konstantinápolyt, amelyet áprilisban elfoglaltak és kifosztottak. A Bizánci Birodalom helyén létrehozták a Latin Császárságot, ám a birodalom peremterületei kikiáltották függetlenségüket (a Nikaiai Császárság, a Trapezunti Császárság és az Epiruszi Despotátus). A Latin Császárság szinte folyamatos háborúban állt a görög utódállamokkal és a Bolgár Birodalommal és 1261-ben megszűnt létezni.
A negyedik keresztes hadjárat elmérgesítette a katolicizmus és az ortodox egyház közötti ellentéteket és véglegesítette a kelet-nyugati egyházszakadást. A hadjárat súlyos csapást mért a Bizánci Birodalomra, hozzájárult annak hanyatlásához és bukásához, lehetővé téve az oszmán terjeszkedést, a Balkán és Magyarország nagy részének török megszállását.

## Előzmények

### Jeruzsálem elvesztése
1187-ben a Szaladin vezette Ajjúbida szultánság elfoglalta a levantei keresztes államok nagy részét. Ostrommal bevették Jeruzsálemet is és a keresztes államokból mindössze három tengerparti város maradt keresztény kézen, Türosz, Tripoli és Antiochia.
Jeruzsálem elestére válaszul meghirdették a harmadik keresztes hadjáratot (1189-1193). Bár a szent várost nem sikerült visszafoglalni, jelentős területek kerültek ismét keresztény kézre, többek között Akkó és Jaffa kikötővárosai és visszaállították a Jeruzsálemi Királyságot. 1192. szeptember 2-án békét kötöttek Szaladinnal Jaffában, amivel a hadjárat véget ért. A fegyverszünet három éven és nyolc hónapon át tartott.
A keresztes hadjárat során ismét kiéleződtek a nyugat-európai feudális államok és a Bizánci Birodalom között már régóta fennálló feszültségek. A hadjárat során Barbarossa Frigyes német császár majdnem megostromolta Konstantinápolyt, mert a bizánci kormányzat és II. Iszaakiosz Angelosz császár nem biztosított neki biztonságos átkelést a Dardanellákon; Iszaakiosz éppen a Theodórosz Mangaphasz trónkövetelő elleni harccal volt elfoglalva. A bizánciak a maguk részéről arra gyanakodtak, hogy Frigyes a szakadár bizánci tartományokkal, Szerbiával és Bulgáriával konspirál; a német császár ugyanis baráti viszonyt ápolt Nemanja István szerb fejedelemmel, és támogató levelet kapott I. Ivan Aszen bolgár cártól. Oroszlánszívű Richárd angol király eközben megszállta a bizánci szakadár Ciprust, de ahelyett, hogy visszaadta volna a birodalomnak (és látván hogy maga úgysem tudná kormányozni), a szigetet Lusignani Guidónak, Jeruzsálem korábbi királyának adta át (akitől a keletrómai szövetséges Montferrati Konrád vette el a koronáját).

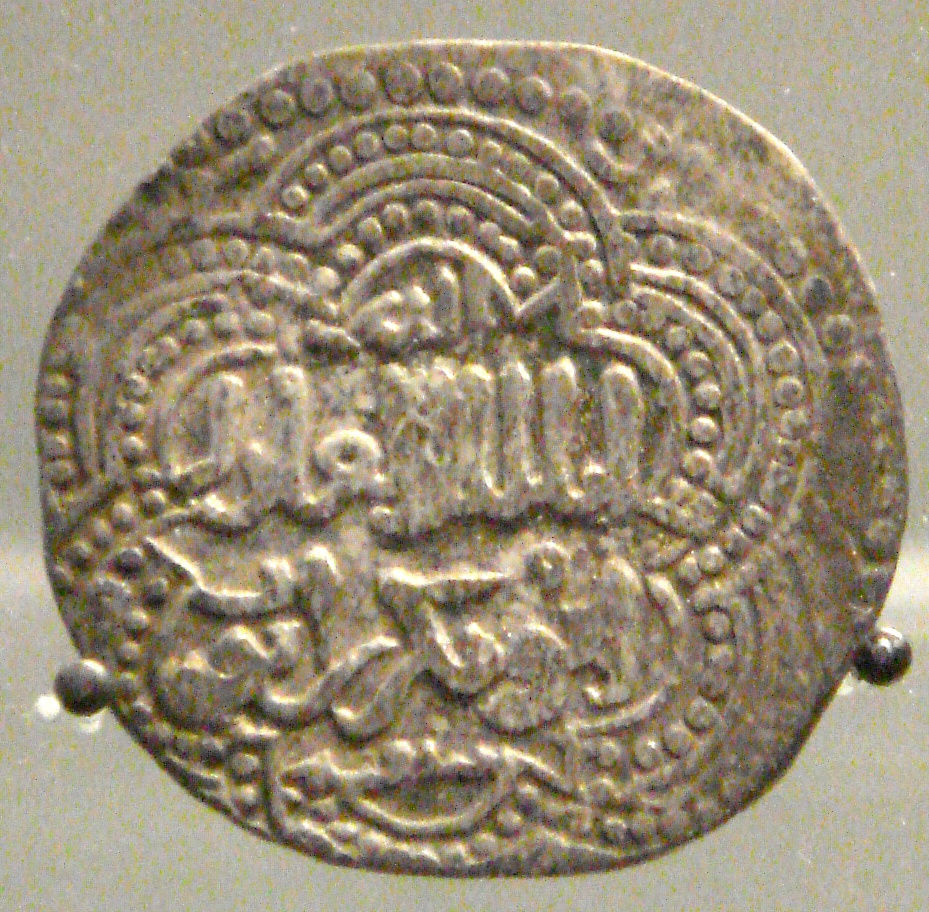
Al-Adil damaszkuszi emír pénze

1193-ban Szaladin még a fegyverszünet lejárta előtt meghalt és birodalmát három fia és két fivére felosztotta egymás között. Henrik jeruzsálemi király meghosszabbította a békét al-Aziz Utman egyiptomi szultánnal. 1197-ben azonban német keresztesek érkeztek a Szentföldre és Henrik engedélye nélkül rátámadtak I. al-Adil damaszkuszi emír országára. Az emír válaszul ostrom alá vette Jaffát; Henrik király időközben meghalt és nem tudta felmenteni a várost, amely így elesett. A németek viszont északon elfoglalták Bejrútot.
Jeruzsálem koronáját Aimery ciprusi király örökölte aki 1198-ban 5 évig és nyolc hónapig tartó békét kötött al-Adillal. A fegyverszünet a status quót rögzítette, Jaffa az Ajjúbidák kezén maradt, de lerombolt falait nem építhették újjá; Bejrút a kereszteseké lett, Szidón jövedelmein pedig megosztoztak. Al-Adil még a béke lejárta előtt, 1204-re visszaállította Szaladin birodalmát (Egyiptomot 1200-ban, Aleppót 1202-ben szerezte meg) és így birtokai majdnem teljesen körbevették a maradék keresztes államokat.

### Bizánc
1200-ban a majdnem kilenc évszázada fennálló Konstantinápoly még mindig a kereszténység legnagyobb és legkifinomultabb városának számított. A jelentősebb középkori városok közül szinte csak itt őrizték meg működő formában az ókori Róma építményeit, fürdőit, fórumait, műemlékeit és vízvezetékeit. Fénykorában becslések szerint mintegy félmillió lakosnak adott otthont, akiket 20 km hosszú, háromszoros falak védtek. Gondosan kiválasztott elhelyezkedése miatt Konstantinápoly nemcsak a Római Birodalom megmaradt keleti részének fővárosa volt, hanem olyan kereskedelmi központ is, amely uralta a Földközi-tengerből a Fekete-tengerig, Perzsiáig, Indiáig, Kínáig vezető kereskedelmi útvonalakat. Mesés gazdagsága következtében egyszerre volt riválisa és csábító célpontja a Nyugat agresszív új államainak, elsősorban a Velencei Köztársaságnak.
1195-ben III. Alexiosz Angelosz egy palotaforradalommal megdöntötte öccse, II. Iszaakiosz Angelosz császár uralmát, majd megvakíttatta (hogy uralkodásra alkalmatlanná tegye) és száműzte őt. Bár Iszaakiosz csapnivaló hadvezér és tehetségtelen uralkodó volt, aki a velenceiek kezére játszotta flottát és eltékozolta a hadsereg forrásait, bátyja semmivel sem bizonyult jobbnak nála. Alexiosz a helyzete megerősítése érdekében két kézzel szórta az ajándékokat és kiürítette a kincstárat. Meg akarta nyerni a határvidékek félautonóm katonai parancsnokait és eközben aláásta a központi hatalom tekintélyét. A birodalom katonai és diplomáciai védelmét elhanyagolta. A flotta főparancsnoka, Mikhaél Sztrüphnosz (a császár feleségének sógora) eladta a hajók felszerelését és hatalmas vagyont halmozott fel.

## A hadjárat kezdete: találkozás Velencében

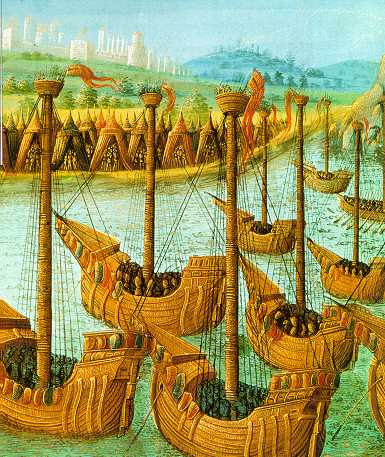
A Konstantinápolyban kikötő velencei flotta (15. sz.-i miniatúra

1198 januárjában III. Ince került a pápai trónra, aki Post miserabile kezdetű bullájával új keresztes hadjáratra hívott fel. Az európai uralkodók lanyha érdeklődést mutattak: a németek épp a pápai hatalom ellen küzdöttek, a franciák és az angolok pedig egymással voltak elfoglalva. A fordulópontot az jelentette, amikor a Neuillyi Fulkó prédikátor szavaitól fellelkesített Champagne-i Theobald gróf (Oroszlánszívű Richárd unokaöccse) a kastélyában tartott lovagi tornán kijelentette, hogy felveszi a keresztet.
1200 elején Theobald és társai (többek között Flandriai Balduin és Blois-i Lajos) összegyűltek Soissons-ban hogy megszervezzék a hadjáratot. A hosszas és jórészt ellenséges területen át vezető szárazföldi útvonalat elvetették és megbíztak egy hattagú bizottságot (köztük Geoffroy de Villehardouint, akiből később a vállalkozás krónikása lett) hogy béreljen szállítóhajókat a tengeri hatalmaktól. Theobaldot vezérükké választották, de mivel ő 1201-ben meghalt, helyét Montferrati Bonifác (a harmadik keresztes háború híres hadvezérénk, Montferrati Konrádnak az öccse) vette át.
Genova visszautasította a keresztesek kérését, de Enrico Dandolo velencei dózse 1201 márciusában beleegyezett abba, hogy 35 ezer keresztest (ami egy igen optimista szám volt) egy jelentős összeg fejében átszállít a Szentföldre. Úgy számoltak, hogy a sereg 4500 lovagból, 9 ezer fegyverhordozóból és 20 ezer gyalogosból áll majd; a velenceiek egy évet kértek hogy az ehhez szükséges hajókat megépítsék és legénységüket kiképezzék. A legtöbb keresztes Franciaországból érkezett, de jelentős csapatokat küldött Flandria és Montferrat is; valamint Martin pairis-i apát és Konrád halberstadti püspök vezetésével németek is jöttek. A tervek szerint a hajóhad 1203. június 24-én indult volna és egyenesen az Ajjúbidák fővárosát, Kairót vette volna célba. A tervet Ince pápa is jóváhagyta, de lelkére kötötte a kereszteseknek, hogy keresztényeket ne támadjanak meg.

## Zára elfoglalása
A Velencével kötött megállapodás nem kötelezte a kereszteseket, hogy valamennyien velencei hajókon utazzanak. Sokan flamand kikötőkben, Marseille-ben, Genovában szálltak hajóra. Amikor 1202 májusára a fősereg összegyülekezett Velencében, kiderült hogy jóval kevesebben vannak a vártnál: 4-5 ezer lovag és 8 ezer gyalogos, vagyis nagyjából harmada a várt létszámnak. Velence betartotta az egyezség ráeső részét, 50 hadigálya és 450 szállítóhajó készen állt az útra. Az agg és vak Dandolo dózse a teljes, kialkudott árat követelte, 85 ezer ezüstmárkát, míg a keresztesek csak 35 ezret tudtak volna adni. A dózse azzal fenyegetőzött, hogy foglyul ejti a vezetőiket, úgyhogy a katonák éheztetése árán sikerült újabb 14 ezer márkát összegyűjteni. A velenceiek vesztesége így is hatalmas volt, mert egy évig korlátozni kellett a kereskedelmi forgalmukat, hogy megépítsék a flottát, amelyet ráadásul 14 ezer (más források szerint 20-30 ezer a városállam 60-100 ezer fős összlakosságából) fős legénységgel is el kellett látni.
Dandolo (aki maga is felvette a keresztet) tartott a feldühödött, éhező keresztesektől és szélnek eresztésük Velencének is jelentős presztízsveszteséggel járt volna, így azt ajánlotta nekik hogy adósságaik fejében segítsenek visszafoglalni a dalmáciai Zárát. Zára Velence uralma alá tartozott, de 1181-ben fellázadt és Imre magyar királytól kért segítséget. A velencei támadásokat sikeresen visszaverték és 1202-re a magyar király védelmében gazdaságilag önállóvá váltak.

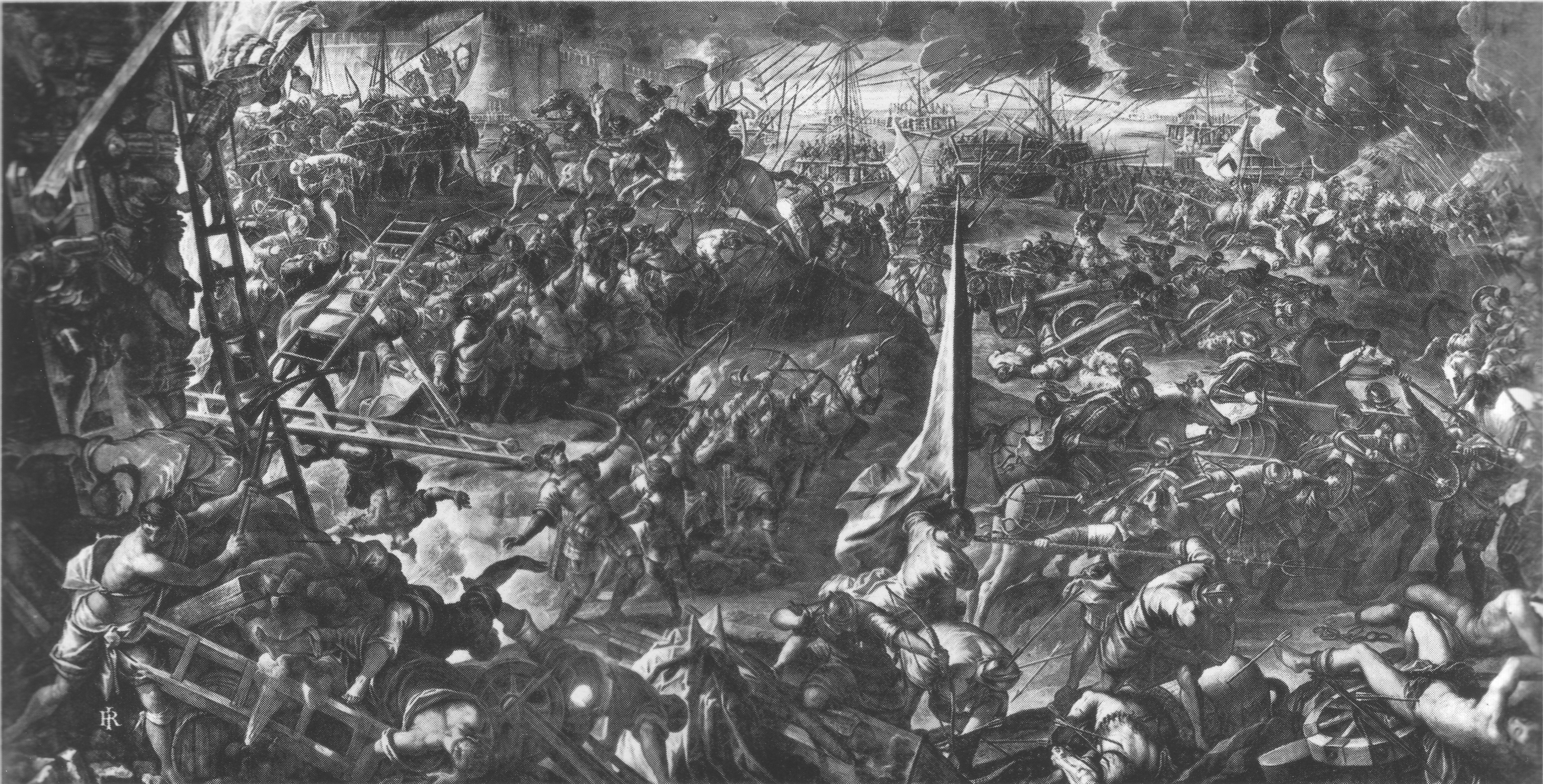
A keresztesek elfoglalják Zára városát (Tintoretto képe)

A keresztesek közül sokan tiltakoztak a katolikus záraiak megtámadása ellen és olyanok is voltak akik nem voltak hajlandóak részt venni az akcióban (mint pl. a francia Simon de Montfort) és a maguk erejéből utaztak a Szentföldre vagy hazatértek. A keresztes had pápai legátusa, Capuai Péter bíboros elfogadhatónak ítélte a velenceiek feltételeit, III. Incét azonban felháborította a keresztények megtámadása és kiközösítéssel fenyegette meg a hadsereg vezetőit. Levele talán nem jutott el időben a keresztesekhez, akik 1202. november 10-én érkeztek Zárához és ostrom alá vették a várost. Zara polgárai a házak ablakaira és a városfalakra keresztekkel jelölt zászlókat akasztottak ki, jelezve hogy ők is katolikusok, de az ostrom folytatódott és két héttel később a város elesett. Zárát kifosztották, a velenceiek és keresztesek összevesztek a zsákmányon. Rendteremtés után a hadjárat vezetői megegyeztek abban, hogy a városban telelnek, amíg kitalálják, hogy mi legyen a következő lépésük. Zára városfalait a velenceiek lerombolták.
Amikor III. Ince értesült a történtekről, levelet küldött a kereszteseknek, amelyben kiátkozta őket és megparancsolta hogy térjenek vissza szent fogadalmukhoz, szabadítsák fel Jeruzsálemet. A vezetők ezt a levelet nem mutatták meg a katonáknak, mert féltek hogy akkor szétszélednének. A pápa később meggondolta magát, úgy ítélte meg hogy a dózse kényszerítette erre a lépésre a keresztes hadat és velenceiek kivételével visszavonta az egyházi átkot.

### Irány Konstantinápoly

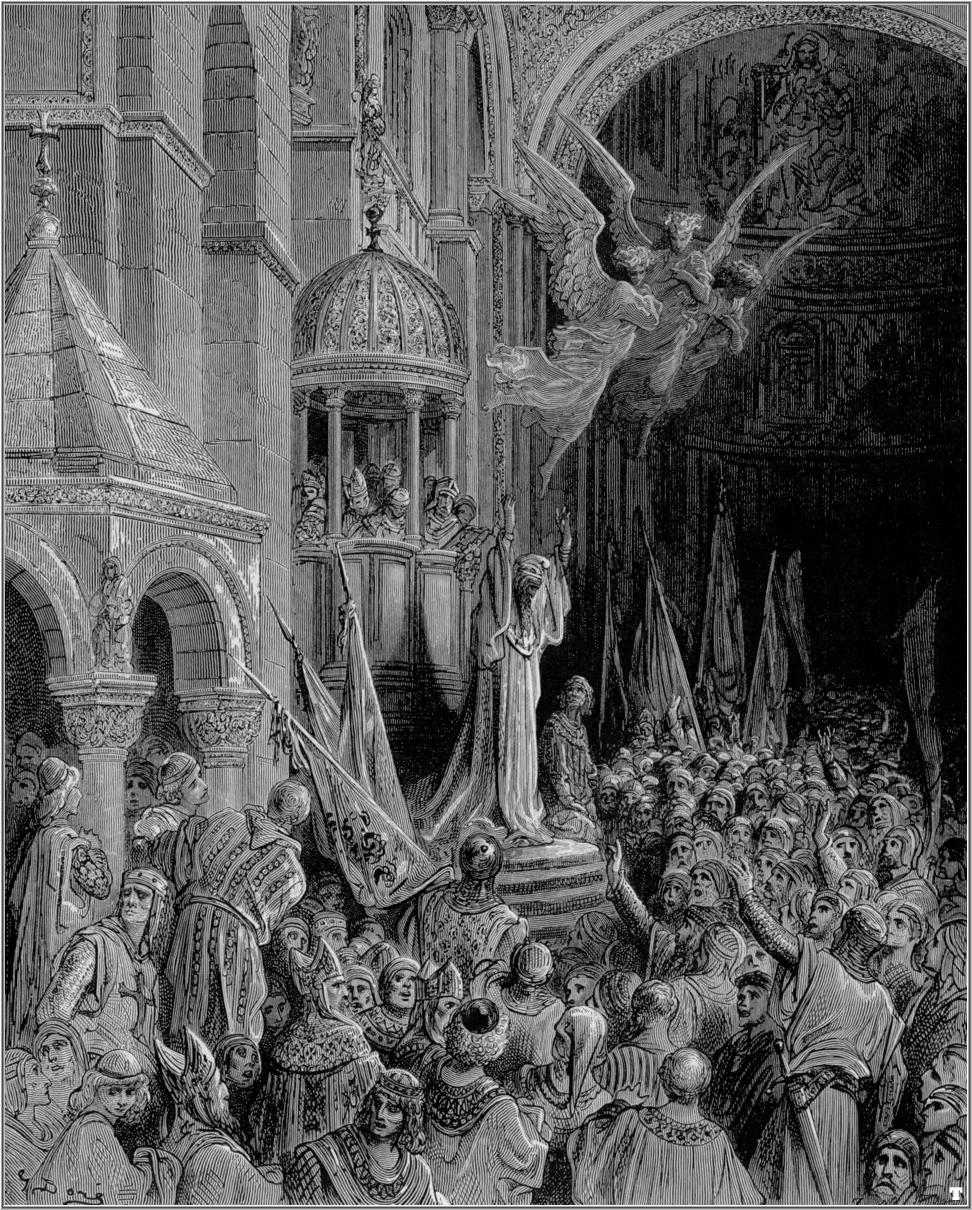
A keresztes háborút hirdető Dandolo dózse (Gustave Doré rajza)

Velence és Bizánc között a kereskedelmi rivalizáláson túl egyébként is elmérgesedett a viszony. 1171-ben I. Manuél császár bebörtönöztette a birodalomban élő összes velenceit, vagyonukat pedig elkobozta. Dandolo maga is részt vett az ezután szerveződő megtorló hadjáratban, majd követként igyekezett elérni a foglyok kiszabadítását. Egyes források szerint őt is a bizánciak vakították meg, így személyes bosszúvágy is motiválhatta.
Montferrati Bonifác még a zárai incidens előtt otthagyta a keresztes hadat, hogy meglátogassa rokonát, Sváb Fülöp német királyt. A látogatás oka nem tisztázott, talán a kiközösítést akarta elkerülni vagy a német udvarban találkozni akart Fülöp sógorával, Alexiosz Angelosszal (II. Iszaakiosz bizánci császár fiával). A száműzött Alexiosz egy évvel korábban kért menedéket Fülöpnél, de az nem bizonyítható hogy Bonifác is tudta volna, hogy ott van. Alexiosz csábító ajánlattal állt elő: ha elűzik a bizánci trónról nagybátyját, III. Alexioszt, akkor kifizeti a keresztesek velencei adósságát, ad nekik 200 ezer ezüstmárkát, flottájával a Szentföldre szállítja a kereszteseket, 10 ezer katonával segíti őket a muszlimok ellen és hajlandó a pápa fennhatósága alá helyezni az ortodox egyházat. Ajánlata 1203. január 1-én érte el a Zárában telelő keresztes had vezéreit. Dandolo dózse lelkes támogatója volt a tervnek, bár többszöri konstantinápolyi követjárása miatt jól ismerhette a bizánci politikát és tudhatta hogy a herceg ígéretei légbőlkapottak: a birodalmi kincstár képtelen lett volna kifizetni ekkora összeget, nem tudtak volna ennyi katonát nélkülözni és egyház pápai fennhatósága lázadást váltott volna ki. Az ajánlatot azonban elfogadták és Bonifác és Alexios Korfun találkozott az útnak indult keresztesekkel. A legtöbb vezető Dandolo győzködésének és csúszópénzeinek hatására támogatta a vállalkozást, azonban voltak akik nem voltak hajlandóak ismét keresztény vért ontani és Renaud of Montmirail vezetésével egyenesen a Közel-Keletre hajóztak. A 60 hadigályából, 100 lószállító hajóból és 50 nagy szállítóhajóból álló megmaradt flotta 1203 április végén kelt útra. A kereszteseken kívül 10 ezer velencei tengerész volt még a hajókon és 300 ostromgépet is vittek magukkal. III. Ince nem ítélte el nyíltan az újabb vállalkozást, de lelkükre kötötte hogy csak akkor támadhatnak keresztényekre, ha azok egyértelműen akadályozzák a keresztes hadjárat véghezvitelét.

### Konstantinápoly első ostroma

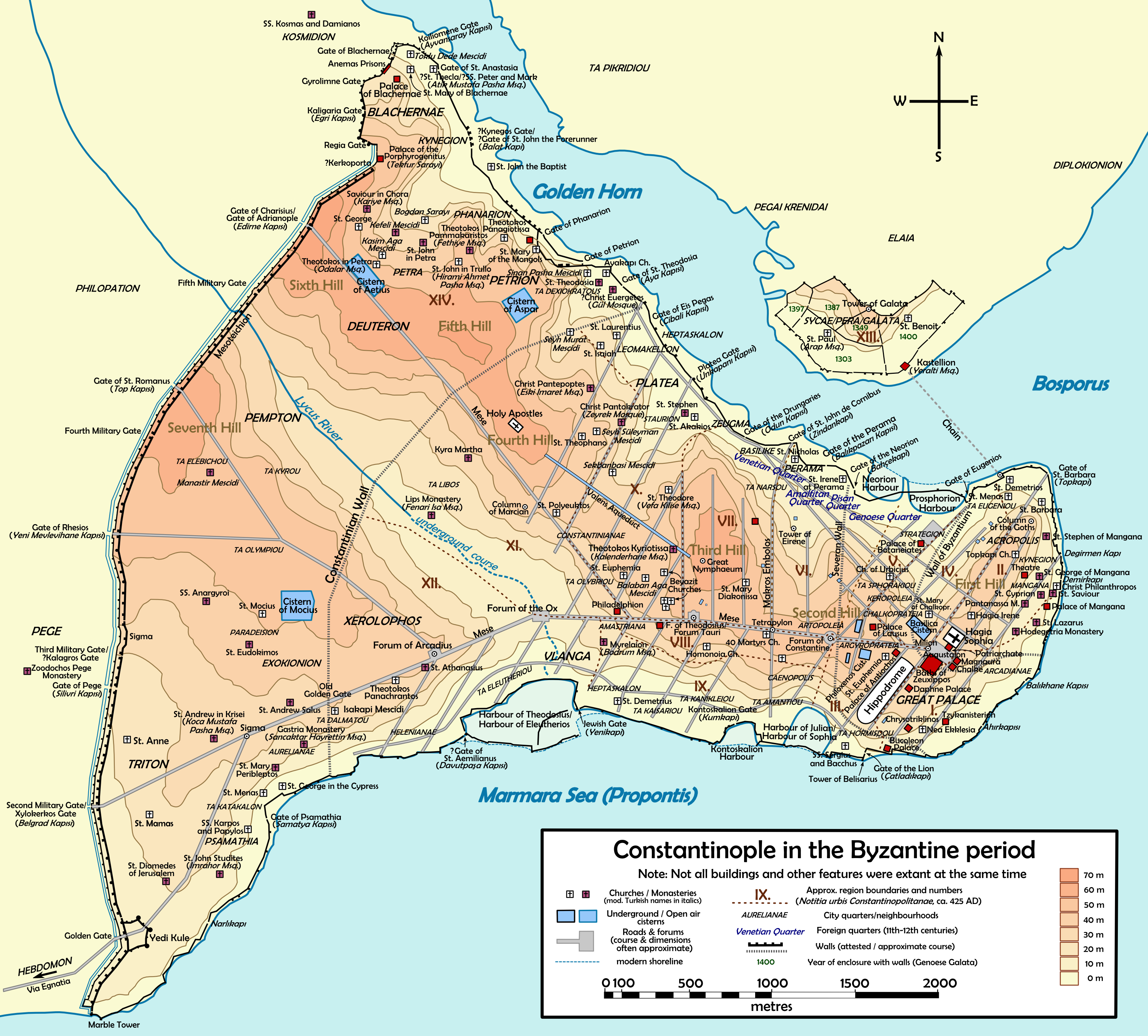
Konstantinápoly térképe

A sereg 1203. június 23-án érkezett Konstantinápolyhoz. A városnak ekkor mintegy félmillió lakosa volt, védereje 15 ezer főből (közöttük az 5000 fős varég testőrség) és 20 hadigályából állt. Politikai és takarékosségi okokból a bizánci főváros állandó helyőrsége viszonylag kis létszámú volt, főleg elit egységekből állt. Ha a várost veszély fenyegette, általában időben át tudták csoportosítani ide a tartományi és határvédő erőket. A keresztesek támadása azonban váratlanul érte a védőket és létszámhátrányba szorultak. Megérkezésüket követően ultimátumot adtak III. Alexiosznak, hogy azonnal mondjon le a trónról és adja át azt öccsének, Iszaakiosznak. Konstantinápoly lakói különösebben egyik császárjelölttel sem rokonszenveztek; náluk soha nem alakult ki szigorú örökletes monarchia és az állam sok évszázados történelme során számtalanszor látták, ahogyan rokonok letaszítják egymást a trónról.
A város körülzárásához először át kellett kelni a Boszporuszon. III. Alexiosz az Aranyszarv-öblöt lezáró hatalmas lánc északi végpontjánál, Galata városrész tengerpartján sorakoztatta fel hadseregét. A keresztesek mintegy 200 hajója egyenesen feléjük tartott és amikor a latin lovagok kirontottak a hajókból, a bizánciak dél felé elmenekültek. Az őket követő keresztesek blokád alá vették a láncot védő Galata-tornyot, amelyet angol, dán és itáliai zsoldosok védtek. Július 6-án a legnagyobb velencei hajó, az Aquila áttört a láncon, amelynek egy darabját később elküldték Akkóba, hogy az ottani védelmet erősítse.
A Galata-torony védői több alkalommal is kitörtek, bár jelentős eredményt nem értek el. Az egyik alkalommal nem tudtak időben visszavonulni és a keresztesek többségüket levágták vagy beleszorították a Boszporusz vizébe. Ezután a torony hamarosan elesett és a velencei flotta benyomult az Aranyszarv-öbölbe. Tíz hadigályával demonstratívan végigvitték a falak mentén IV. Alexioszt, azt remélve hogy felszabadítóként fogadják és láttára a lakosok fellázadnak, de azok inkább csak sértéseket kiabáltak feléjük.

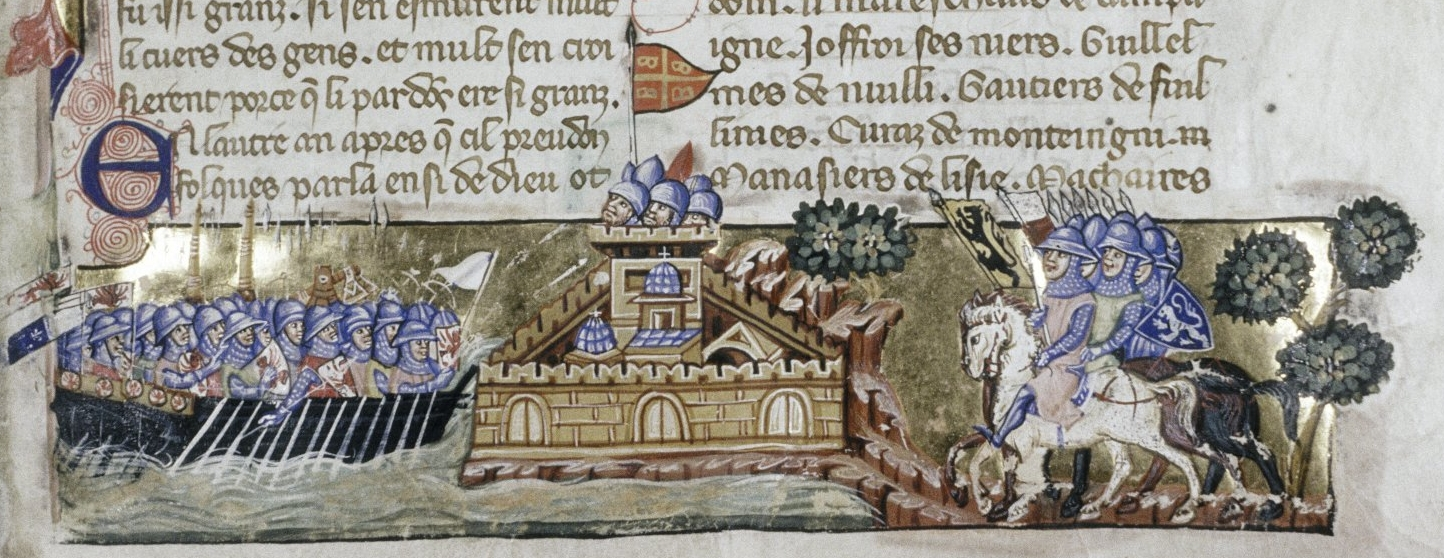
Konstantinápoly ostroma (Geoffrey de Villehardouin krónikájának velencei kézirata, kb. 1330)

Július 11-én az ostromlók a város északnyugati csücskénél, a Blakhernai palotával szemben szálltak partra. Első támadásaikat visszaverték, de aztán július 17-én, amikor egyszerre támadták a szárazföldi és tengeri falakat, a velenceieknek sikerült a tengeri fal egy, mintegy 25 toronyra kiterjedő részét elfoglalniuk. Eközben a varég testőrség a kereszteseket tartotta fel a szárazföldi falon, de amikor meglátták az új veszedelmet, a velenceiekre támadtak, akik kénytelenek voltak visszavonulni. Eközben tűzvész tört ki és mintegy 20 ezren váltak hajléktalanná.
III. Alexiosz végre elszánta magát a kitámadásra és 8500 katonával kivonult a Szt. Rómanosz-kapun. Vele szemben csak 3500 keresztes állt, de nem tudta rászánni magát a támadásra és végül harc nélkül visszavonult a városba. Gyávasága és az ostrom viszontagságai miatt minden támogatottságát elvesztette és megszégyenülten kiszökött a városból, hogy a trákiai Moszünopoliszban keressen menedéket. A birodalom főtisztviselői trónfosztottnak nyilvánították Alexioszt és visszahelyezték az idős II. Iszaakioszt a trónra. A keresztesek fő ürügye az ostromra ezzel okafogyottá vált. Bár rövid távú céljukat elérték, de a jutalmat (amit az ifjabb Alexiosz megígért nekik) nem kapták meg. A keresztesek így kijelentették, hogy csak akkor ismerik el II. Iszaakioszt, ha fiát társuralkodóvá emeli; ez 1203. augusztus 1-jén meg is történt.

### IV. Alexiosz uralkodása és bukása

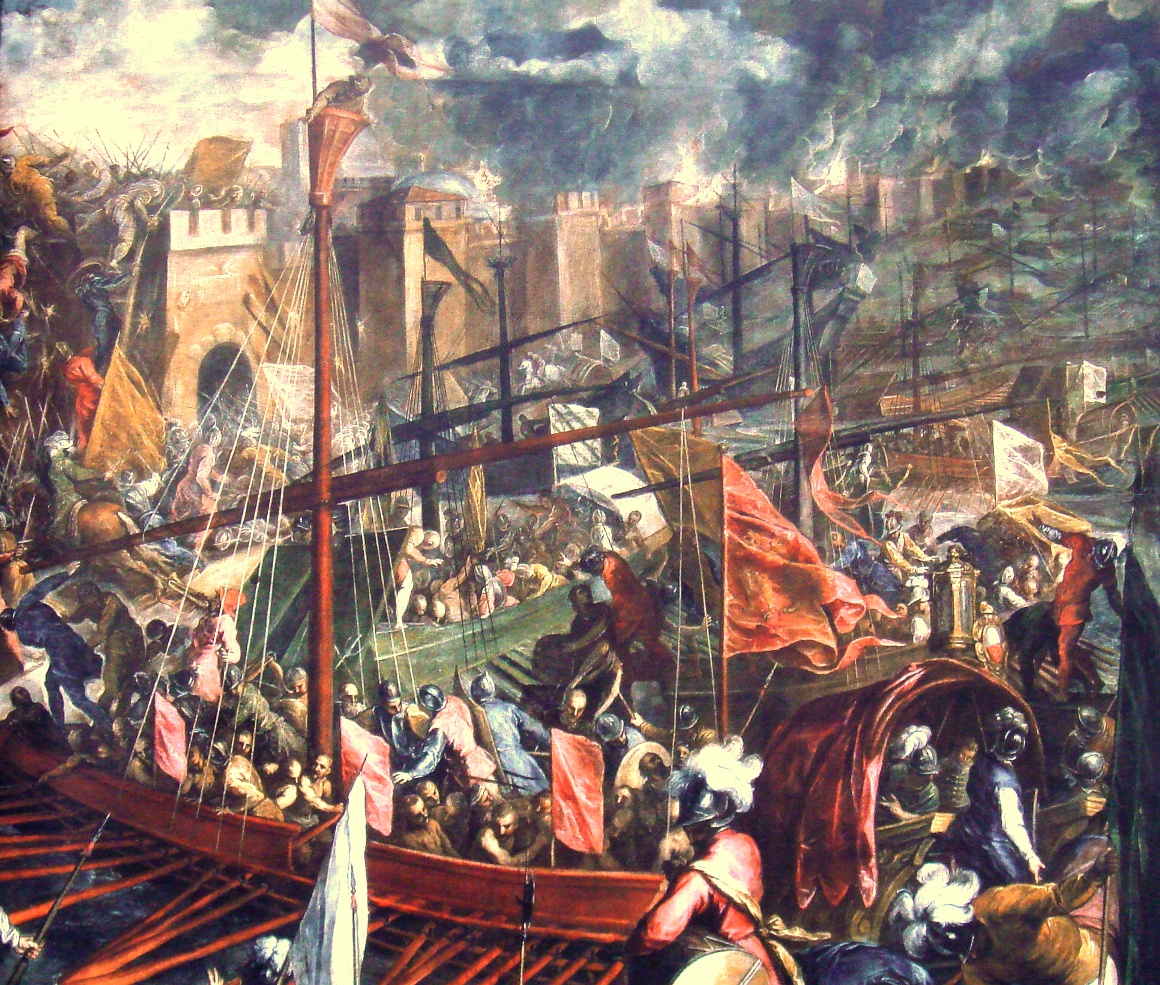
Konstantinápoly elfoglalása

IV. Alexiosz rájött, hogy ígérteit nem tudja betartani. Nagybátyja menekülésekor magával vitte a kicstárat, mintegy ezer fontnyi aranyat és értékes ékköveket. A fiatal császár elrendelte hogy olvasszák be az a templomok ikonjainak aranyát és ezüstjét, de így is csak 100 ezer ezüstmárkát tudott összeszedni. Ha eddig voltak is támogatói, azzal hogy a szent ikonok aranyát az eretnek szakadárok kezére játszotta át, népszerűsége nagyot zuhant, Konstantinápoly polgárai ellene fordultak. Alexiosz már az életét féltette és arra kérte a keresteseket, hogy hosszabbítsák meg a szerződésüket további hat hónapra, 1204 áprilisáig. A császár ezután 6 ezer keresztessel Adrianopoliszhoz vonult, ahová nagybátyja vonult vissza. Távollétében Konstantinápolyban zavargások törtek ki és néhány latin lakost meggyilkoltak. A velenceiek és a többi keresztes megtorlásképpen betört a városba az Aranyszarv-öböl felől és megtámadott egy muszlimok és görögöök által védelmezett mecsetet (Konstantinápolynak ekkor muszlim lakói is voltak). Az összetűzésben görögtüzet is használtak, amitől tűzvész támadt, amely augusztus 19. és 21. között a város jelentős részét elpusztította és legalább 100 ezer lakos maradt fedél nélkül.
1204 januárjában a vak és beteg II. Iszaakiosz meghalt (valószínűleg természetes halállal). Mivel IV. Alexiosz ekkor már nagyon népszerűtlen volt, a bizánci szenátus (amelynek ez volt az utolsó ismert cselekedete) egy fiatal arisztokratát, Nikolasz Kanaboszt választotta meg császárnak. Ő azonban elutasította a megtiszteltetést és egy templomban keresett menedéket.
A birodalom vezetőségében kialakuló latinellenes pártnak Alexiosz Dukasz (erős szemöldökére utaló gúnynevén Murtzuphlosz) protovesztilariosz állt az élére. Vezetésével a bizánciak eleinte sikerrel szálltak szembe a keresztesekkel. Dukasz tekintélye egyre nőtt és 1204 februárjában trónfosztottnak nyilvánotta IV. Alexioszt (akit aztán börtönbe vettetett és megfojtatott) hogy V. Alexiosz néven császárrá koronáztassa magát. Azonnal nekilátott a város falainak megerősítéséhez és további csapatokat rendelt a fővárosba.

### V. Alexiosz

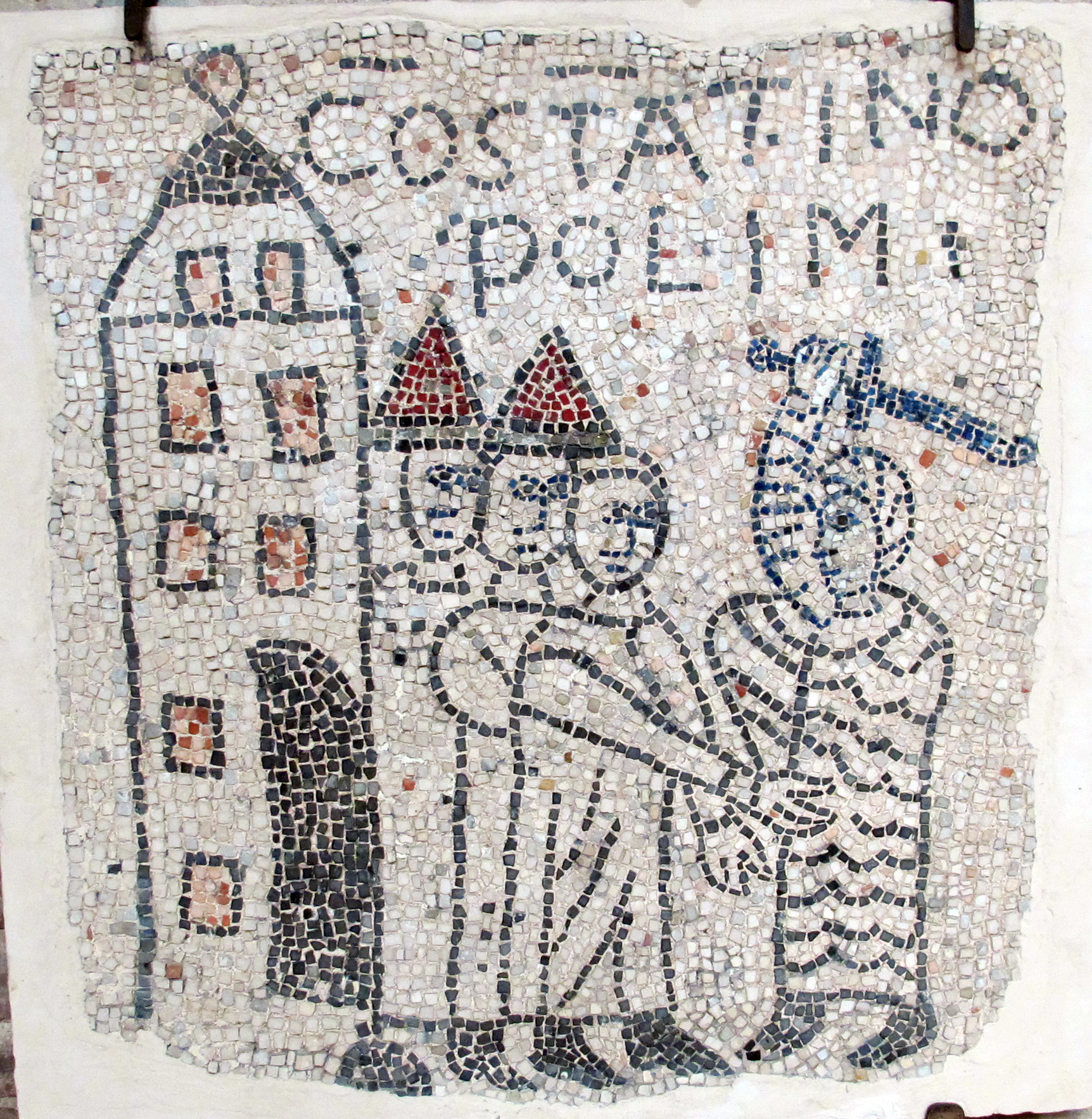
Konstantinápoly bukása (1213-as velencei mozaik)

A keresztesek és a velenceiek azt követelték V. Alexiosztól, hogy tartsa be az elődjével kötött egyezséget. A császár ezt megtagadta, mire ismét ostrom alá vették a várost. Április 8-án rohamra lendültek, de a bizánciak szívósan védekeztek és katapultokból kilőtt nagy kövekkel összetörték a latinok ostromgépeit. Az ostromlók dolgát a rossz időjárás is nehezítette, az erős szél miatt a velencei hajók nem tudták megközelíteni a falakat. Csak öt toronyba jutottak fel és egyiket sem tudták elfoglalni; délutánra nyilvánvalóvá vált, hogy kudarcot vallottak. A sereg papjai igyekeztek lelket önteni a demoralizált katonákba, azzal biztatták őket, hogy Isten csak próbára teszi őket, de az ügyük igazságos az áruló és gyilkos görögökkel szemben; valamint hogy a "görögök rosszabbak, mint a zsidók". III. Ince megtiltotta Konstantinápoly megtámadását, de levelét a papok nem hozták nyilvánosságra.
Eközben Konstantinápolyban a varég zsoldosok, akik nem kapták meg a fizetségüket, kivonultak a városból és az egyik éjszaka V. Alexiosz is elmenekült. Kétségbeesetten próbáltak új császárt találni, de a kaotikus helyzetben egyik jelölt sem tudott elegendő támogatást szerezni.
1204. április 12-ére az időjárás kedvezőbbé vált és a keresztesek ismét rohamra indultak. Mintegy hetven keresztesnek sikerült behatolnia a városba, ahol a falat megbontva réseket nyitottak társaiknak. A velenceiek is feljutottak a tengeri falakra, mert a jó szél a fal tövébe vitte hajóikat. Az idegen zsoldosok közül a szász fejszések magasabb fizetséget követeltek a bizánciaktól és amikor nem kapták meg, megadták magukat. A keresztesek elfoglalták a Blakhernai palota melletti falakat és innen kiindulva támadtak a belső városra. Eközben ismét tűzvész kerekedett, amelyben 15 ezer lakos háza vált hamuvá. Április 13-ra Konstantinápoly elesett.

### Konstantinápoly kifosztása

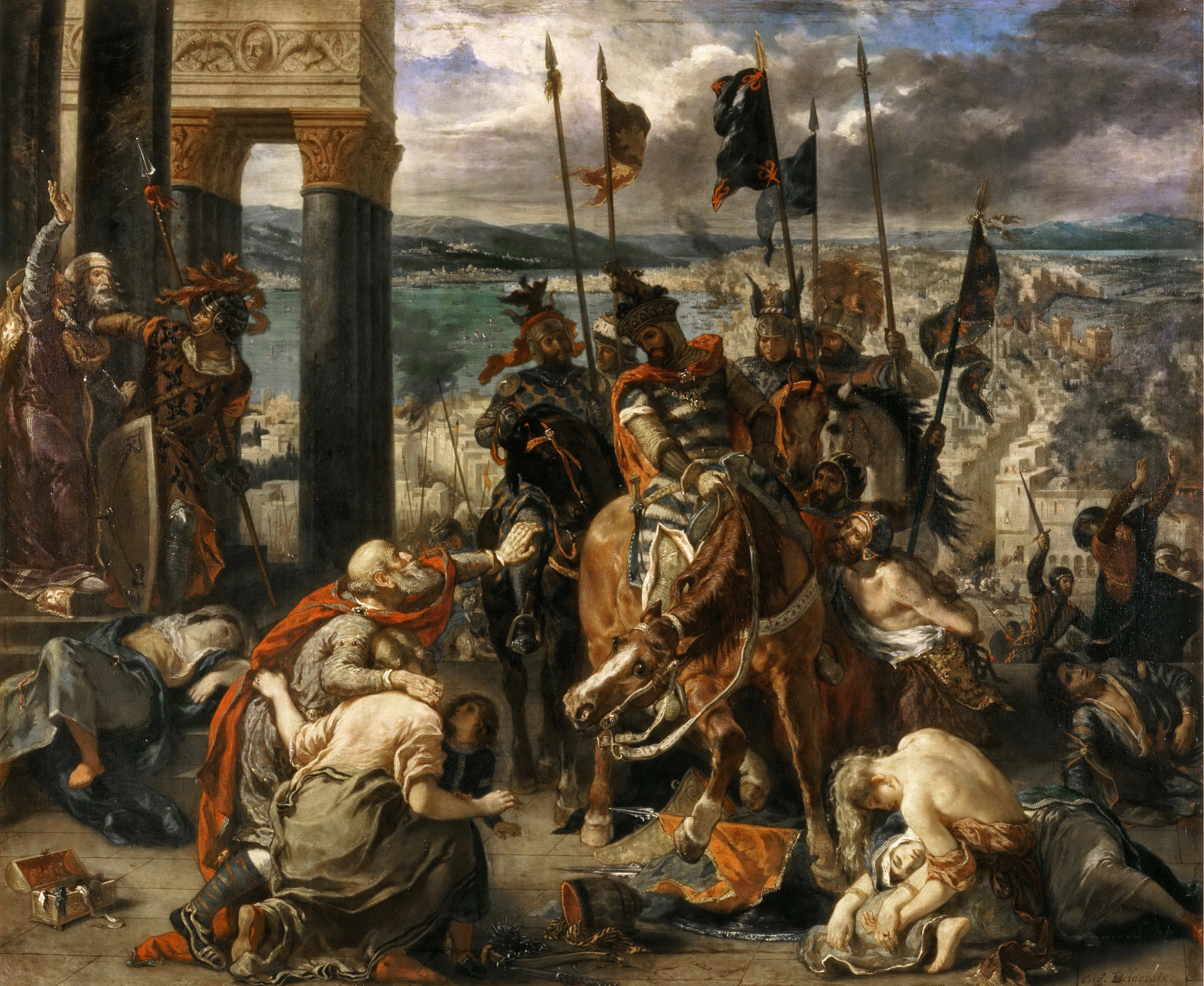
A keresztesek bevonulnak Konstantinápolyba (Eugène Delacroix képe, 1840)

A keresztesek három napon át fosztogatták a kereszténység legnagyobb városát és eközben számtalan római-kori vagy későbbi műalkotást raboltak vagy pusztítottak el. Számos polgárt meggyilkolták, javaikat elvették. Az egyházi átokkal nem törődve kifosztották, megszentségtelenítették, elpusztították a templomokat és kolostorokat is.
A latin katonák három napon át úgy gyilkoltak, erőszakoltak, fosztogattak és pusztítottak, hogy az ókori vandálokkal és gótokkal is felvették a versenyt. Konstantinápoly az ókori és bizánci művészet valóságos múzeuma volt, hihetetlen gazdagságén a latinok is megdöbbentek. A velenceiek ugyan nagyra értékelték a művészetüket (ők maguk is félig bizánciak voltak) és sokat megmentettek belőle, a franciák és a többiek válogatás nélkül pusztítottak, papokat gyilkoltak, apácákat gyaláztak meg. A görögök iránti gyűlöletüket leglátványosabban a kereszténység legnagyobb templomának, a Hagia Szophia megszentségtelenítésében élték ki. Összetörték az ezüst ikonosztázt, elpusztították az ikonokat és a szent könyveket, a pátriárkai trónusra pedig egy szajhát ültettek, aki a szent serlegekből itta a bort és pajzán dalokat énekelt. A Kelet és Nyugat évszázadokon át tartó elhidegülése a Konstantinápoly kifosztását kísérő szörnyű mészárlásban csúcsosodott ki. A görögök meg voltak győződve arról, hogy még a törökök sem lettek volna olyan kegyetlenek, ha beveszik a várost, mint a latin keresztények.}}
Becslések szerint a zsákmány értéke 900 ezer ezüstmárkára rágott. A velenceiek megkapták a nekik járó 150 ezer márkát, a keresztesek pedig 50 ezret. Másik 100 ezret egyenlően osztottak szét a velencei és keresztes had között. A többi 500 ezer a lovagok és katonák magánzsákmánya volt.

## A Szentföld
A keresztes hadjáratra összegyülekezők közül sokan leszakadtak a főseregről és saját erőből vagy kisebb csoportokban hajóztak a Szentföldre. Legtöbbjük a dél-itáliai Apulia kikötőiből indult útnak. A hadjárat krónikása, Villehardouin szerint a keresztet felvevők többsége a Szentföldre ment és csak egy kisebbség vett részt Konstantinápoly kifosztásában. Őket azonban Villehardouin tulajdonképpen dezertőröknek tekintette, és lehet hogy eltúlozta a számukat, hogy felnagyítsa a bizánci fővárost elfoglaló kisebbség teljesítményét. A mai történészek nem értenek egyet vele: Steven Runciman szerint az eredeti seregnek csak egy „elenyésző hányada”, Joshua Prawer pedig csak néhány „szánalmas maradványa” érkezett meg a Szentföldre. Az újabb tanulmányok azt állítják, hogy a számuk jelentős volt ugyan, de elmaradt a főseregétől. Villehardouin a krónikájában 92 személyt említ név szerint, akik keresztes fogadalmat tettek és közülük 23-26-an mentek a Szentföldre. A „dezertálás” aránya a franciák körében volt a legmagasabb. A flamand kereszteseknek mintegy a tizede érkezett meg a levantei keresztény államok erősítésére, de az Île-de-France-i lovagoknak több mint a fele. Összesen mintegy 300 észak-franciaországi lovag jutott el a Szentföldre, kíséretével együtt. A burgundiai, okcitán, itáliai és német csoportokról kevesebb információ áll rendelkezésre, de az okcitán és a német lovagok között is bizonyosan voltak dezertőrök.
A Neuilly-i Fulkó prédikátor által összegyűjtött jelentős pénzösszeg is eljutott a rendeltetési helyére. Fulkó 1202 májusában bekövetkezett halála előtt a pénzt a ciszterci apátságnak adományozta, Arnaud Amalric apát pedig két részletben elküldte Akkóba. A pénzt az 1202. májusi földrengés által megrongált falak, tornyok és egyéb erődítmények reparálására használták fel. Jutottak források egy második akkói fal megépítésére is (még 1212 előtt).

### Apuliából Akkóba
Voltak keresztes lovagok, akik 1202 nyarán ahelyett hogy Velencébe mentek volna, Piacenzánál délnek fordultak, hogy a dél-itáliai kikötőkből közvetlenül a Szentföldre induljanak. Köztük volt Vilain de Nully, Henri de Arzillières, II. Renard de Dampierre, Giles de Trasignies-i Giles vagy az angol Henry de Longchamp. Valószínűleg nem beszéltek össze és feltehetően nem is utaztak együtt. Összességében néhány száz lovag és katonáik dél-itáliai kikötőkön keresztül hajózott el a Szentföldre. Haderejük olyan csekély volt, hogy kérlelésük ellenére Aimery jeruzsálemi király nem volt hajlandó miattuk megszegni az Ajjúbidákkal kötött fegyverszünetet. Így Renard vezetésével nyolcvan lovag elindult az Antiochiai Hercegségbe, ahol nem volt érvényben a fegyverszünet. Útközben rajtuk ütöttek és valamennyiüket megölték vagy elfogták. Renard harminc évet töltött fogságban.
Sok keresztes Zára megtámadásakor hagyta ott a fősereget; ők hazamentek vagy más módot találtak arra, hogy a Szentföldre utazzanak. Közöttük volt I. Geoffroi de Villehardouin, a krónikás unokaöccse is. Stephen du Perche betegsége miatt nem tudott Dalmáciába menni és amikor 1203 márciusában felgyógyult Dél-Itáliába ment ahol sorstársaival (pl. Rotrou de Montfort vagy Yves de La Jaille) együtt keresett Laventébe tartó hajót. Konstantinápoly eleste után Stephen ismét csatlakozott a fősereghez.
Zára ostroma után további lemorzsolódások következtek. A keresztesek vezetői Robert de Bovest követségbe küldték a pápához, de feladata teljesítése után egyenesen a Szentföldre ment tovább. Útján Martin pairis-i apát is elkísérte. Martin 1203. április 25-én érkezett meg Akkóba, ahol éppen pestisjárvány tombolt. A Devastatio Constantinopolitana szerint Zára után a vezetők ezer keresztesnek megengedték hogy leszakadva a főseregről maguk keressenek szállítóeszközt Palesztinába. Valójában kétezren távoztak ekkor, jórészt a szegényebbek közül valók. Az őket szállító hajók közül kettő elsüllyedt és sokan a tengerbe vesztek.
Zárából hivatalos követséget indítottak a jeruzsálemi királyhoz, amelyben többek között Renaud de Montmirail, Hervé of Châtel, Guillaume de Ferrières, Geoffroi de Beaumont és a de Frouville fivérek, Jean és Peter vettek részt. Lelkükre kötötték, hogy tizenöt napon belül induljanak vissza a fősereghez, de ők a Szentföldön maradtak és csak Konstantinápoly ostroma után tértek vissza.
1203–1204 telén Simon de Montfort vezetésével egy nagyobb csoport hagyta ott a kereszteseket, mert nagyot csalódtak Zára ostroma után és ellenezték a konstantinápolyi kalandot is. Ők Imre királynál töltötték a telet, majd Itáliába visszatérve kerestek Palesztinába induló hajót.

### A flamand flotta
Balduin flandriai gróf nem teljesen tiszta okokból kétfelé osztotta a seregét és a felét maga vezette Velencébe, a másik felét pedig hajóra ültette. A flamand flotta 1202 nyarán hagyta el Flandriát II. Jean de Nesle, Thierry de Flandre és Nicholas de Mailly parancsnoksága alatt. A Földközi-tengeren megtámadott és elfoglalt egy észak-afrikai muszlim várost, amelyet a Livóniai Kardtestvérekre bíztak. A flotta továbbment Marseille-be, ahol áttelelt. Itt számos francia kereszteslovag csatlakozott hozzájuk kíséretükkel együtt, mint pl. II. Walter autuni püspök, III. Guigues de Forez gróf, IV. Bernard de Moreuil, Henri de Arraines, Hugo de Chaumont, Jean de Villers, Peter de Bromont, valamint Walter és Hugo de Saint-Denis.
A marseille-i hajósok a 12. század óta rendszeresen jártak a Szentföldre és nagy tapasztalatra tettek szert. Nyáron tizenöt nap alatt el tudtak jutni Akkóba. A városnak elég hajója volt ahhoz, hogy 1190-ben Oroszlánszívű Richárdot katonáival együtt elszállítsák. Marseille a francia lovagok számára egyébként is olcsóbb, könnyebben elérhető kikötő volt.
Balduin utasította a hajórajt, hogy 1203 márciusának végén hajózzanak ki és a görögországi Methoninál csatlakozzanak a velencei flottához. Valószínűleg arról is tájékoztatta őket, hogy célként Konstantinápolyt tűzték ki. Lehet, hogy a flamand flotta vezetői nem akartak részt venni a kétes konstantinápolyi kalandban, vagy nem találták meg a velenceieket, de mindenesetre továbbhajóztak Akkóba. 1203. április 25-én érkeztek meg, még Pairis-i Márton előtt. Útközben megálltak Cipruson, ahol Thierry de Flandre király akart lenni, mert felesége Iszaakosz Dukasz Komnénosz volt cipusi császár lánya volt. Aimery jeruzsálemi király kiutasította őket és ők Thierry anyósának hazájába, a Kilikiai Örmény Királyságba mentek tovább.
Akkóban a flamandok ugyanazzal a problémával szembesültek, mint Renard de Dampierre. Aimery király nem volt hajlandó megszegni a békét egy ilyen kis sereg kedvéért. A keresztesek ezért szétváltak, egyesek az Antiochiai Hercegség, mások a Tripoli grófság szolgálatába álltak. Bernard de Moreuil és Jean de Villers Renardhoz csatlakozott és vele együtt fogságba estek. Jean de Nesle az örmények segítségére indult, azonban így egykori bajtársaival került szembe, amikor az Örmény Királyság és Antiochia egymással hadakozott. 1203 novembere előtt azonban a fegyverszünet véget ért, a muszlimok elfogtak két keresztény hajót, azok pedig megtorlásul hat mohamedán foglaltak le. A flamand keresztes lovagok visszatértek harcolni a Jeruzsálemi Királyságba.
1203. november 8-án két követet (Pairisi Mártont és Schwartzenbergi Konrádot) küldték a Konstantinápolyt ostromló fősereghez, hogy a fegyverszünet végével megsürgessék a szentföldi útjukat. A követek 1204. január 1-jén érkeztek meg, amikor épp súlyos harcok folytak és kérésüket elutasították.

## Következmények: a Bizánci Birodalom felosztása

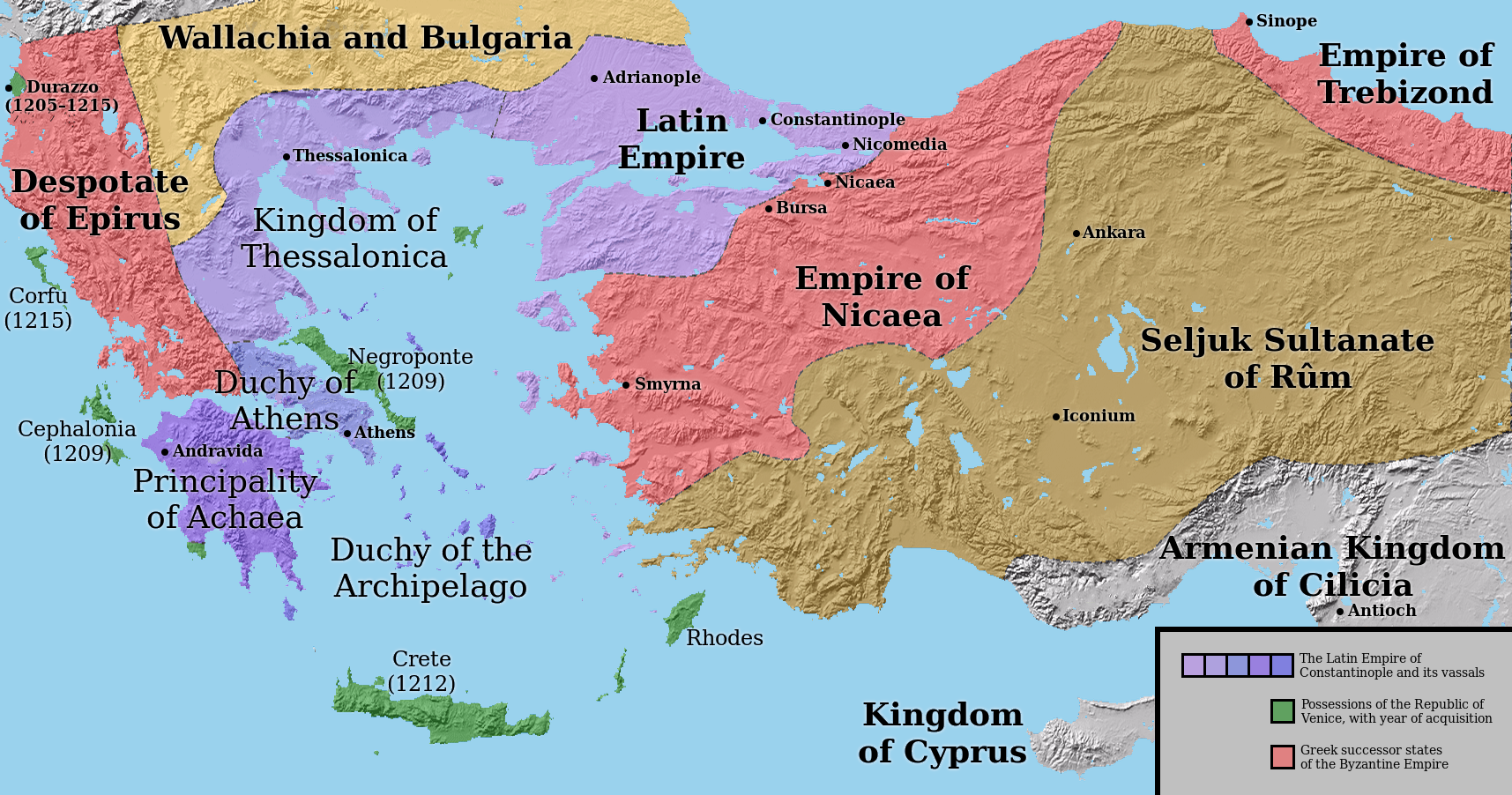
A Bizánci Birodalom utódállamai, a Latin Császárság, a Nikaiai Császárság, a Trapezunti Császárság és az Epiruszi Despotátus

A keresztesek és a velenceiek felosztották egymás között a Bizánci Birodalmat, amelynek legjelentősebb tétele a Konstantinápoly székhelyű Latin Császárság volt. Magától értetődőnek látszott hogy a császár a keresztes hadjárat vezetője, Montferrati Bonifác lesz, de a velenceiek megvétózták a jelölését; egyrészt mert a sógornője, Maria Komnéné révén túl közeli kapcsolatai voltak a bizánciakkal; másrészt mivel Monferrat Genovával volt határos, a velenceiek attól tartottak, hogy a genovai kereskedőknek kedvezne. Ezért inkább Flandriai Balduint ültették a trónra, Bonifác pedig megalapította a Thesszalonikéi Királyságot, a Latin Császárság vazallus államát. A velenceiek az Égei-tenger szigetein léttrehozták a Naxoszi Hercegséget. Eközben a menekülő bizánci hercegek és helyi kormányzók a birodalom peremterületein kikiáltották függetlenségüket, megalakult a Nikaiai Császárság, a Trapezunti Császárság és az Epiruszi Despotátus.
Velence számos görög szigettel gyarapította ún. "tengeri birtokait"; ezek egy része egészen a köztársaság 1797-es bukásáig az övé maradt. A legnagyobb zsákmányrész Kréta volt, amely Velence legfontosabb tengerentúli birtokává vált és bár a görög lakosság többször is fellázadt, az övé is maradt, míg a 17. században el nem foglalták a törökök. Korfut a negyedik keresztes hadjáratot követően vették el Genovától, de röviddel később elfoglalta az Epiruszi Despotátus, majd 1258-ban a szicíliai normann királyság. 1386-ban Velence visszaszerezte. Velencéé lett az Ión-szigetek többi tagja is.

### Keresztes államok

Görögország 1278-ban

- A Latin Császárság (1204-1261) csak néhány évtizedig állt fenn. Ekeinte katonai sikereket tudott felmutatni, de a bolgárokkal és a bizánci utódállamokkal folytatott folyamatos küzdelem kimerítette és 1261-ben Mikhaél Palaiologosz nikaiai császár genovai segítséggel visszafoglalta Konstantinápolyt és visszaállította a Bizánci Birodalomat.
- A Thesszalonikéi Királyság (1205–1224) Makedóniát és Thesszáliát foglalta magába. Királya, Montferrati Bonifác dél felé igyekezett terjeszkedni, de a bolgárokkal vívott harcban elesett. Az államot a bolgárok folyamatosan zaklatták, míg végül Theodórosz Komnénosz Dukasz epiruszi despota elfoglalta és kikiáltotta a Thesszalonikéi Császárságot.
- Az Akháj Hercegség (1205–1432/1454) Moreára és a Peloponnészoszra terjedt ki. A Latin Császárság bukása után is fennmaradt, de idővel fő riválisa, a Moreai Despotátus elfoglalta.
- Az Athéni Hercegség (1205–1458): Attika, Boetia, valamint Dél-Thesszália tartozott ide. 1311-ben a Katalán kompánia zsoldoscsapat elfoglalta, majd 1388-től a firenzei Acciaiuoli család birtoka lett a török hódításig.
- Náxoszi Hercegség (1207–1579) a Cikládok nagy részére terjedt ki. Marco Sanudo alapította, 1383-ban a Crispo családé lett.
- Philippopoliszi Hercegség (1204 – kb. 1230), a Latin Császárság észak-trákiai vazallusa, amelyet hamar elfoglaltak a bolgárok.

A negyedik keresztes hadjárat volt az egyik utolsó jelentős keresztes háború, amelyet a pápa indított, bár az gyorsan kikerült a Szentszék ellenőrzése alól. Az ötödik hadjárat kudarcát részben a nemesség és a pápai legátus közötti civakodás okozta, a későbbi keresztes hadjáratokat már uralkodók kezdeményezték, főként Egyiptom ellen. A hatodik során sikerült is tizenöt évre visszaszerezni Jeruzsálemet.

## Megítélése
A keresztesek vezetői közül többen nem értettek egyet Zára és Konstantinápoly megtámadásával és nem is voltak hajlandóak részt venni benne. Valójában a többségük nem, vagy nem szívesen vett részt a keresztények megtámadásában. Sokan otthagyták a sereget és saját erőből utaztak el a Szentföldre. Akik ott maradtak csak nagyon vonakodva egyeztek bele az új célpontba, anyagi és érzelmi zsarolás hatására. Sokan még az 1204 áprilisában végrehajtott végső támadás előtt is haboztak és komoly kétségeik voltak afelől, hogy jogos-e megtámadni egy keresztény várost.
A kritikus ellenzék egyik vezéralakja Simon de Montfort volt, aki a konstantinápolyi terv elfogadásakor társaival együtt otthagyta a sereget és előbb Imre király udvarába ment, majd önerőből Akkóba utazott. Msá jelentős kontingensek, mint pl. a flamand flotta is megtgadta az engedelmességet és szintén egyenesen a Szentföldet vette célba.
Guiot de Provins szerzetes-költő szatirikus színdarabot írt a negyedik keresztes hadjáratról, amelyben a pápát kapzsisággal vádolta meg. Valamivel később Guilhem Figueira okcitán trubadúr megismételte ezeket a vádakat, azt állítva hogy a kapzsiság volt a keresztes hadjárat elsődleges hajtóereje:"Álnok Róma, gúzsba köt téged a kapzsiság, túlságosan megnyirbálod juhaid gyapját. Az emberi testet öltött Szentlélek hallgassa meg imámat és törje le csőrödet, ó Róma! Soha nem lesz béke köztünk, mert hamis és hitszegő vagy velünk és a görögökkel... Róma, a szaracénoknak nem sokat ártasz, de a görögöket és a latinokat mészárolod. A pokol tüzében és romlásában van a te helyed, Róma."

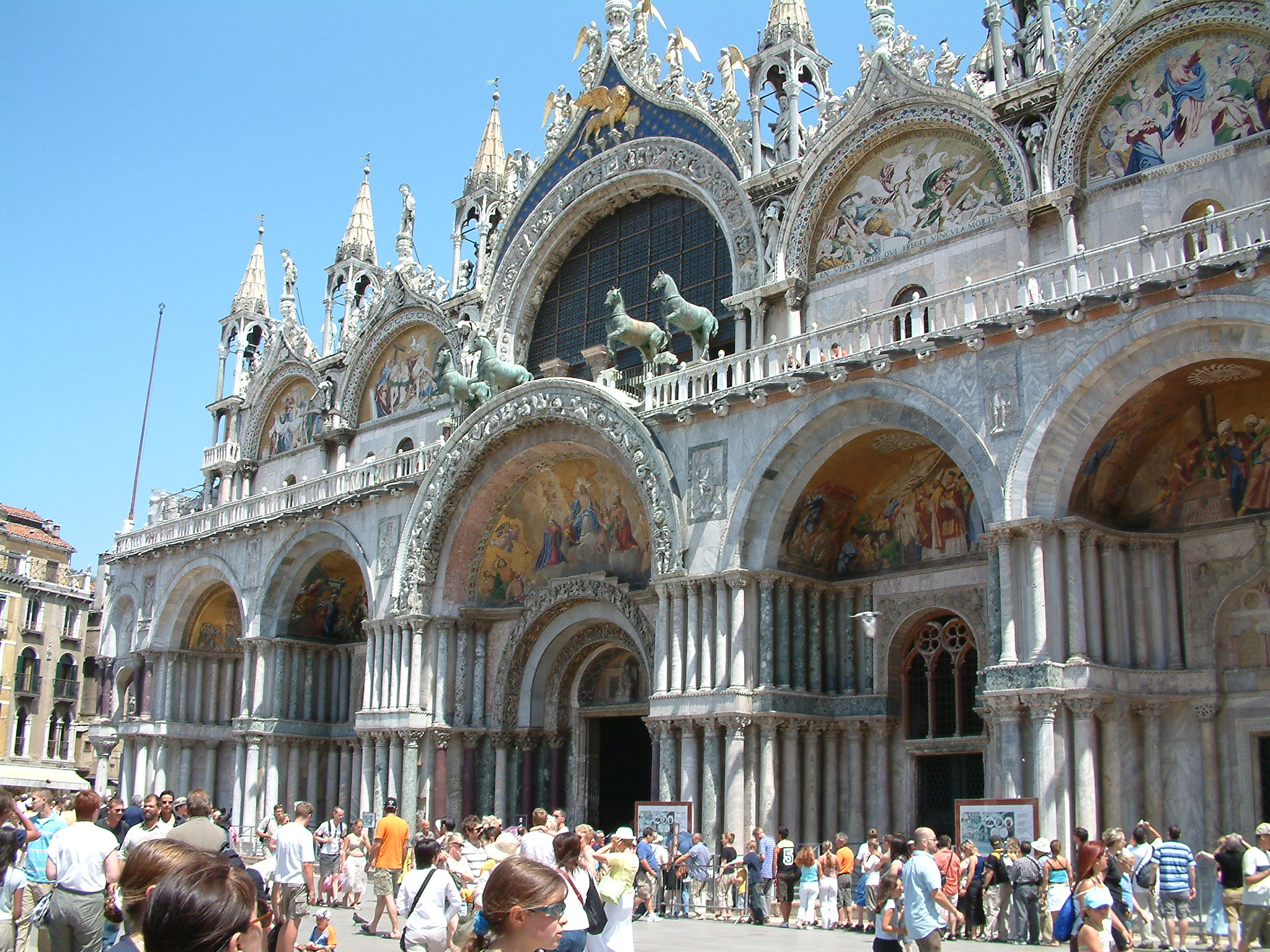
A velencei Szt. Márk-bazilika bejárata fölötti bronzlovakat a konstantinápolyi Hippodromból rabolták el

Valójában azonban III. Ince pápa szintén ellenezte Konstantinápoly megtámadását; nem hagyta jóvá vagy nem is tudott róla. A pápa megtiltotta a kereszteseknek a bizánciak elleni harcot és arra utasította Montferrati Bonifácot hogy "a lehető leggyorsabban haladjon a Szentföld felé.” Amikor tudomására jutottak az események, ingerült hangú levelet írt Bonifácnak: "Hogyan fog a görögök egyháza, bármennyire is sújtják a szenvedések és üldöztetések, visszatérni az egyház egységéhez és az apostoli szék iránti hűséghez, ha a latinokban csak a romlás és a sötétség művét látja, úgy hogy most már jó okkal undorodnak jobban a latinoktól, mint a kutyáktól? Azoktól, akik állítólag Jézus Krisztus ügyéért fáradoztak, nem pedig a saját ügyükért, akiknek kardjáról, amelyet a pogányokra kellett volna emelniük, keresztény vért csöpög, akik nem kímélték sem vallást, sem kort, sem nemet. Vérfertőzést, házasságtörést, paráznaságot követtek el mindenki szeme láttára. Matrónákat és szüzeket, az Istennek szentelteket is fiúk mocskos kéjvágyának tették ki. Nem elégedtek meg azzal, hogy feltörték a császári kincstárat és kifosztották a fejedelmek és alattvalók javait, de rátették kezüket az egyházak kincseire, sőt mi több, alapvető tulajdonaikra is. Még az oltárokról is letépték az ezüstlemezeket és felaprítva szétosztották egymás között. Meggyalázták a szent helyeket, kereszteket, ereklyéket raboltak el."
A kortárs muszlim történetírók közül csak Ibn al-Aszír számolt be részletesen Konstantinápoly kifosztásáról és mélységesen elítélte ezt "az atrocitást, a mértéktelen fosztogatást és mészárlást, az antik és keresztény civilizáció évszázadainak önkényes elpusztítását."
A modern történészek közül Steven Runciman így írt: "Nem volt nagyobb emberiesség elleni bűn, mint a negyedik keresztes hadjárat." Konstantinápolyt tartották a kereszténység bástyájának, amely megvédte Európát a muszlim inváziótól, és a negyedik keresztes hadjárat helyrehozhatatlan csapást mért erre a bástyára. Bár a görögök 57 évnyi latin uralom után visszafoglalták a várost, a keresztes hadjárat megnyomorította a Bizánci Birodalmat. Bár egy ideig még ellenállt, a törökök 1453-ban elfoglalták Konstantinápolyt.
Nyolcszáz évvel később II. János Pál pápa kétszer is sajnálatát fejezte ki a negyedik keresztes hadjárat miatt. 2001-ben Hrisztodulosz athéni érseknek írt levelében, 2004-ben pedig I. Bartolomaiosz konstantinápolyi pátriárka vatikáni látogatásakor ítélte el a katolikusok ortodxek elleni támadását. A pátriárka elfogadta a bocsánatkérést: "A megbékélés szelleme erősebb a gyűlöletnél" mondta.

### Elsődleges források
- Choniates, Nicetas: The Sack of Constantinople. Fordham.edu
- Chronicle of Morea
- de Villehardouin, Geoffrey: Chronicle of The Fourth Crusade and The Conquest of Constantinople. Fordham.edu
- Pope Innocent III: Reprimand of Papal Legate. Fordham.edu
- Robert of Clari: The Conquest of Constantinople. deremilitari.org . [2006. június 23-i dátummal az eredetiből archiválva]. (Hozzáférés: 2006. március 27.) (see also excerpts from another translation)
- The Fourth Crusade 1204: Collected Sources. Fordham.edu  (excerpts from several contemporary accounts)
- The Sack of Constantinople by the Crusaders. shsu.edu , 1204 [2007. szeptember 27-i dátummal az eredetiből archiválva].
- „The Medieval Russian Account of the Fourth Crusade – A New Annotated Translation”.

### Másodlagos források
- "Crusades". Encyclopædia Britannica, 2006
- Angold, Michael, The Fourth Crusade, Harlow: Pearson, 2003
- Brand, Charles M. (1968). Byzantium Confronts the West, 1180–1204. Cambridge, Massachusetts: Harvard University Press. LCCN 67-20872. OCLC 795121713
- Godfrey, John. 1204: The Unholy Crusade. Oxford University Press, 1980
- Harris, Jonathan. Byzantium and The Crusades. Bloomsbury (2014). ISBN 978-1-78093-767-0
- Harris, Jonathan, 'Collusion with the infidel as a pretext for military action against Byzantium', in Clash of Cultures: the Languages of Love and Hate, ed. S. Lambert and H. Nicholson, Turnhout: Brepols, 2012, pp. 99–117
- Hindley, Geoffrey. The Crusades: A History of Armed Pilgrimage and Holy War. New York: Carroll and Graf Publishers, 2003. New ed.: The Crusades: Islam and Christianity in the Struggle for World Supremacy. New York: Carroll and Graf Publishers, 2004
- Lilie, Ralph-Johannes. Byzantium and the Crusader States, 1096–1204. Translated by J. C. Morris and Jean E. Ridings. Oxford: Clarendon Press, 1993; originally published in 1988
- Madden, Thomas F.. Enrico Dandolo and the Rise of Venice. Baltimore: Johns Hopkins University Press (2003). ISBN 978-0-8018-7317-1
- Madden, Thomas F., and Donald E. Queller. The Fourth Crusade: The Conquest of Constantinople. Philadelphia: University of Pennsylvania Press, 1997
- McNeal, Edgar; Wolff, Robert Lee (1969) [1962]. "The Fourth Crusade". In Setton, Kenneth M.; Wolff, Robert Lee; Hazard, Harry W. (eds.). A History of the Crusades, Volume II: The Later Crusades, 1189–1311 (Second ed.). Madison, Milwaukee, and London: University of Wisconsin Press. pp. 153–185. ISBN 0-299-04844-6
- Nicol, Donald M. (1988). Byzantium and Venice: A Study in Diplomatic and Cultural Relations. Cambridge: Cambridge University Press. ISBN 0-521-34157-4
- Noble, Peter S. Eyewitnesses of the Fourth Crusade – the War against Alexius III, Reading Medieval Studies v. 25, 1999
- Phillips, Jonathan P.. The Fourth Crusade and the Sack of Constantinople. Penguin (2004. július 10.). ISBN 978-0-14-303590-9
- Queller, Donald E. The Latin Conquest of Constantinople. John Wiley & Sons, 1971
- Queller, D. E.; Compton, T. K.; Campbell, D. A. (1974). "The Fourth Crusade: The Neglected Majority". Speculum. 49 (3): 441–465. doi:10.2307/2851751. JSTOR 2851751. S2CID 163442765
- Queller, Donald E., and Susan J. Stratton. "A Century of Controversy on the Fourth Crusade", in Studies in Medieval and Renaissance History v. 6 (1969): 237–277; reprinted in Donald E. Queller, Medieval Diplomacy and the Fourth Crusade. London: Variorum Reprints, 1980
- The Fourth Crusade: The Conquest of Constantinople, 2nd, University of Pennsylvania Press (1999. július 10.). ISBN 978-0-8122-1713-1
- Thomas F. Madden. Crusades: The Illustrated History
- Bon, Antoine (1969). La Morée franque. Recherches historiques, topographiques et archéologiques sur la principauté d'Achaïe [The Frankish Morea. Historical, Topographic and Archaeological Studies on the Principality of Achaea] (in French). Paris: De Boccard. OCLC 869621129
- Fine, John V. A. Jr. (1994) [1987]. The Late Medieval Balkans: A Critical Survey from the Late Twelfth Century to the Ottoman Conquest. Ann Arbor, Michigan: University of Michigan Press. ISBN 0-472-08260-4
- Maltezou, Chrysa A.. Crete, History and Civilization (görög nyelven). Vikelea Library, Association of Regional Associations of Regional Municipalities, 105–162. o. (1988)
- Nicolle, David. The Fourth Crusade 1202–04, Osprey Campaign Series. Osprey (2011). ISBN 978-1-84908-319-5
- Miller, William (1908). The Latins in the Levant: A History of Frankish Greece (1204–1566). London: John Murray. OCLC 563022439
- Setton, Kenneth M. (1978). The Papacy and the Levant (1204–1571), Volume II: The Fifteenth Century. Philadelphia: The American Philosophical Society. ISBN 0-87169-127-2
- Topping, Peter (1975). "The Morea, 1364–1460". In Setton, Kenneth M.; Hazard, Harry W. (eds.). A History of the Crusades, Volume III: The Fourteenth and Fifteenth Centuries. Madison and London: University of Wisconsin Press. pp. 141–166. ISBN 0-299-06670-3

## Fordítás
- Ez a szócikk részben vagy egészben  a   Fourth Crusade című angol Wikipédia-szócikk ezen változatának fordításán alapul.  Az eredeti cikk szerkesztőit annak laptörténete sorolja fel. Ez a jelzés csupán a megfogalmazás eredetét és a szerzői jogokat jelzi, nem szolgál a cikkben szereplő információk forrásmegjelöléseként.